# Prix étudiant de la paix
 Le Prix étudiant pour la paix est un prix biannuel, créé en 1999, qui récompense un ou une étudiante ou une association étudiante pour son investissement dans la propagation des progrès pour la paix et la promotion des droits de l'homme,.  

## Organisation
Le prix est organisé par le secrétariat du Prix de la paix étudiante à Trondheim. Ce dernier nomme un comité national de nomination qui rassemble des membres des universités et des collèges de Norvège, ainsi qu'un comité indépendant du prix de la paix. La remise du prix  a lieu tous les deux ans durant le Festival international des étudiants de Trondheim (ISFiT).  

## Le Comité
En 2019,  Bjørnar Moxnes, Torunn Tryggestad de l'International Peace Research Institute (PRIO), Gro Lindstad du FOKUS (Forum pour les femmes et le développement) et Sven Mollekleiv, ancien président honoraire de la Croix-Rouge norvégienne faisaient partie du comité.   

## Nominations
Les candidats doivent être étudiant ou ce peut être une organisation étudiante.  

## Le prix
Depuis 2009, le lauréat reçoit la somme de 50 000 NOK (5000 €) lors du Festival international des étudiants de Trondheim ( ISFiT ). Le primé doit ensuite se rendre dans les villes norvégiennes afin de rencontrer des organisations humanitaires et les acteurs politiques.  

## Lauréats du Prix étudiant pour la paix
- 1999 - ETSSC, une organisation étudiante au Timor oriental et Antero Benedito da Silva[4]
- 2001 - ABFSU, une organisation étudiante en Birmanie, et Min Ko Naing[5]
- 2003 - ZINASU, une organisation étudiante au Zimbabwe [6]
- 2005 - ACEU, une organisation étudiante en Colombie [7]
- 2007 - Charm Tong de Birmanie[8]
- 2009 - Elkouria « Rabab » Amidane du Sahara occidental[9]
- 2011 - Duško Kostić de Croatie [10]
- 2013 - Majid Tavakoli d'Iran [11]
- 2015 - Ayat Al-Qurmezi de Bahreïn [12]
- 2017 - Hajer Sharief de Libye [13]
- 2019 - Fasiha Hassan d'Afrique du Sud
- 2021 – METU LGBT+ Solidarité de l'Université technique du Moyen-Orient, Ankara, Turquie
- 2022 – Magazine DOXA  de Russie